# Musoniella longicauda
Musoniella longicauda es una especie de mantis de la familia Thespidae.

## Distribución geográfica
Se encuentra en Brasil.